# Château de Chaugy
Le château de Chaugy est un édifice situé à Bessay-sur-Allier, en France.

## Localisation
Le château est situé sur le territoire de la commune de Bessay-sur-Allier, dans le département de l'Allier, en région Auvergne-Rhône-Alpes.

## Description
Le château de Chaugy est une habitation de style Louis XIII.

## Historique
L'édifice est classé au titre des monuments historiques en 1986 et inscrit en 2010.

## Galerie

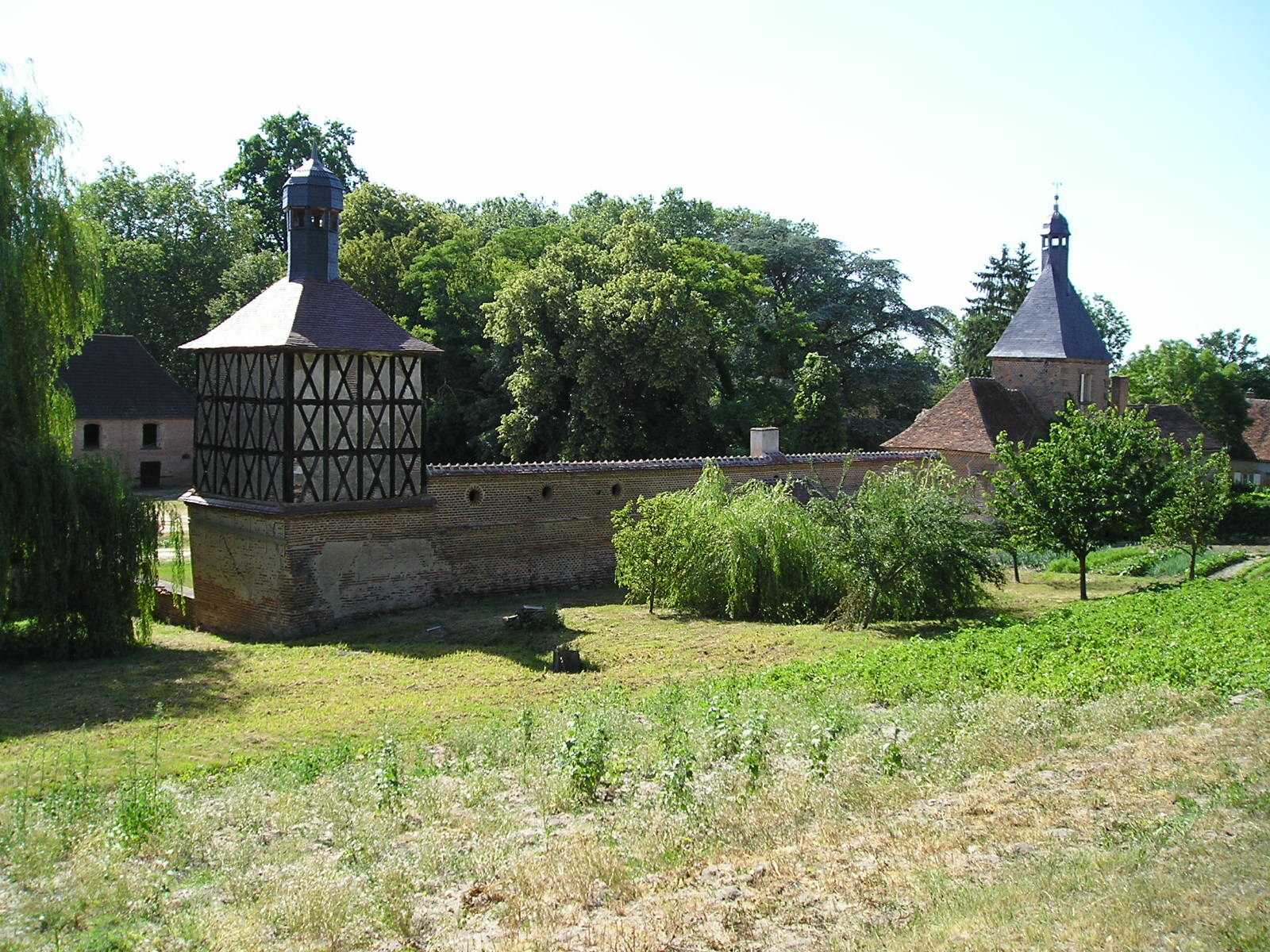
Château de Chaugy.
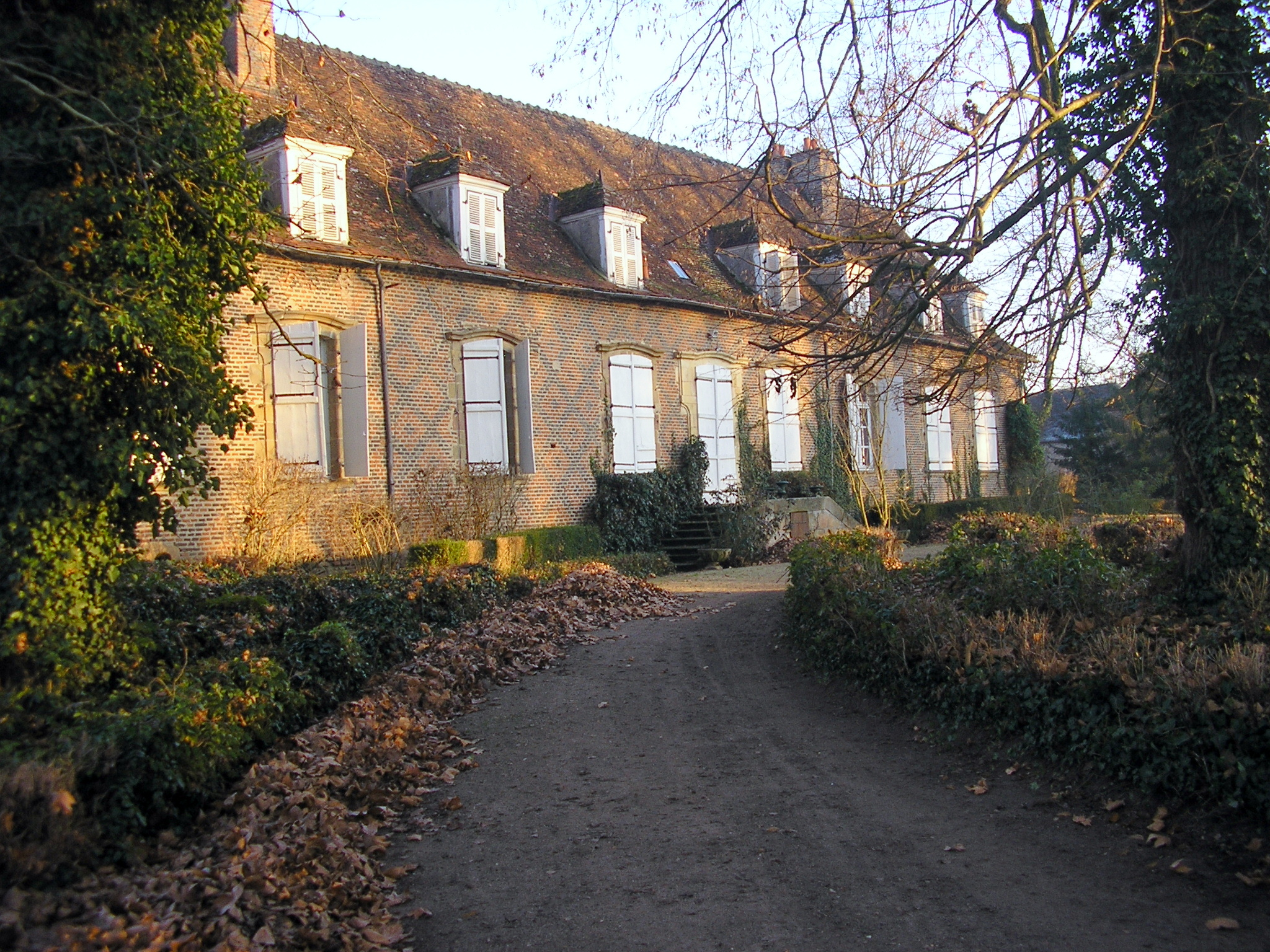
Château de Chaugy.